# Chamaecrista apoucouita
Chamaecrista apoucouita là một loài thực vật có hoa trong họ Đậu. Loài này được (Aubl.) H.S.Irwin & Barneby miêu tả khoa học đầu tiên.